# Lineus stigmatus
Lineus stigmatus är en djurart som tillhör fylumet slemmaskar, och som beskrevs av Ernest F. Coe 1951. Lineus stigmatus ingår i släktet Lineus och familjen Lineidae. Inga underarter finns listade i Catalogue of Life.